# Nicófanes
Nicófanes fue un pintor de la escuela de Sicione, a quien menciona Plinio entre los más eminentes de su tiempo.
Vivió hacia el año 316 a. C., fue discípulo de Pausias y de Nicómaco y se le denominó el pintor cortesano porque ordinariamente sus modelos eran hetairas.